# هربرت باول
هربرت باول (بالإنجليزية: Herbert Paul)‏ هو كاتب غير روائي وسياسي بريطاني (وحمل سابقاً جنسية المملكة المتحدة لبريطانيا العظمى وأيرلندا)، ولد في 16 يناير 1853 في المملكة المتحدة، وتوفي في 4 أغسطس 1935 في نفس البلد. حزبياً، نشط في الحزب الليبرالي. في الانتخابات العمومية البريطانية 1892 ‏، انتخب عضو برلمان المملكة المتحدة الـ25 عن دائرة إدنبره الجنوبية (4 يوليو 1892 – 8 يوليو 1895) وفي الانتخابات العامة في المملكة المتحدة 1906 ‏، انتخب عضو برلمان المملكة المتحدة الـ28 عن دائرة Northampton ‏ (15 يناير 1906 – 10 يناير 1910).